# Triceps extension

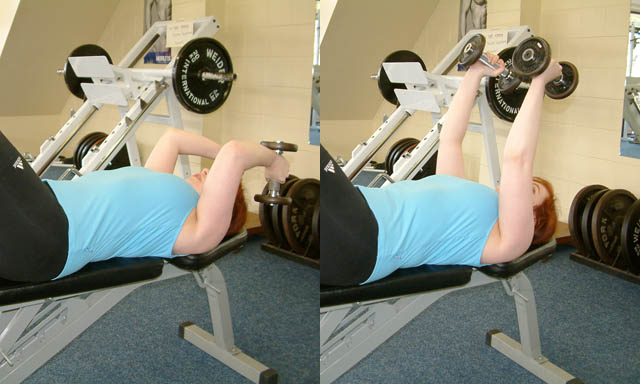
Triceps extension.

Triceps extension är en styrketräningsövning som isolerar tricepsmuskeln. Övningen går att utföra stående, sittande med stöd för ryggen eller helt utan stöd.
Övningen kan utföras med hantel eller viktskiva. 